# Susanne Boilesen
Susanne Boilesen (28 april 1970 i Levring), er en tidligere dansk håndboldspiller. Hun spillede 8 kampe og scorede 7 mål på det danske landshold.

## Klub[3]
- Danmark Viborg HK (1990-1991)
- Danmark Horsens HK (1991/1993? )
- Danmark Ikast/Bording EH ( 1993-1997)
- Schweiz TSV St. Otmar St. Gallen ( 1997-1998 )
- Danmark Team Tvis Holstebro (1999-2000)

## Meriter
- EM-guld i 1994 med Danmarks håndboldlandshold